# Viggo Widerøe
Viggo Widerøe (ur. 13 sierpnia 1904 w Kristanii, zm. 8 stycznia 2002 w Oslo) – norweski przedsiębiorca, założyciel linii lotniczych Widerøe Flyveselskap, pilot, uczestnik norweskiej wyprawy antarktycznej zorganizowanej przez Larsa Christensena w latach 1936–1937.
Brat fizyka Rolfa Widerøe (1902–1996), ojciec pilotki Turi Widerøe (ur. 1937).

## Życiorys
Viggo Widerøe urodził się 13 sierpnia 1904 roku w Kristanii w rodzinie kupca win i alkoholi Theodora Widerøe (1868-1947) i Carli Johanne Launer (1875-1971) . Miał dwóch braci i trzy siostry – jego starszym bratem był fizyk Rolf Widerøe (1902–1996).
Po ukończeniu gimnazjum Widerøe odbył praktykę w firmie ojca . W latach 1920–1921 uczył się w szkole kupieckiej .
W 1924 roku został powołany do służby wojskowej i na własną prośbę przyjęty do Szkoły Lotniczej Marynarki Wojennej w Horten . W 1930 roku uzyskał uprawnienia pilota zawodowego i zaczął pracę jako pilot dla linii Norske Luftruter założonej przez Wilhelma Meisterlina (1878–1954) . Po wizycie na wystawie lotniczej w Berlinie w 1932 roku Widerøe wraz z innymi członkami aeroklubu norweskiego zaangażował się w promocję lotnictwa w Norwegii . Uważał, że zamiast budować drogie lotniska, lepiej jest rozwinąć flotę wodnosamolotów .
W 1934 roku założył własną firmę Widerøe Flyveselskap A/S, która wkrótce przejęła mniejsze firmy w branży . Obok Viggo w przedsięwzięciu brali udział jego bracia Arild i Rolf, ich ojciec oraz inni członkowie rodziny. Firma miała letnią bazą wodnosamolotów w Ingierstrand Bad i zimową na Bogstadvannet . Widerøe zakupił nowoczesne samoloty w Stanach Zjednoczonych . Jednak Widerøe Flyveselskap A/S nie udało się uzyskać licencji na obsługę pasażerskich połączeń lotniczych . W latach 1936–1939 połączenia pasażerskie obsługiwała firma Det Norske Luftfartsselskap, która zakupiła udziały w firmie Widerøe i zleciła jej loty pocztowe z Trondheim do Kirkenes .
Widerøe założył pierwszą stałą cywilną szkołę lotniczą w Norwegii . Jako pierwszy zrobił zdjęcia z powietrza całego kraju, które były użyte do sporządzenia map oraz wykorzystywane w reklamach i na pocztówkach .
W latach 1936–1937 Widerøe wziął udział jako pilot w wyprawie antarktycznej zorganizowanej przez Larsa Christensena (1884–1965) . Przeleciał wówczas ok. 10 tys. km i wykonał zdjęcia z powietrza obszaru o powierzchni 80 tys. km² . Obleciał m.in. tereny przybrzeżne Ziemi Królowej Maud , odkrywając z powietrza 4 lutego 1937 roku wraz z Nilsem Romnaesem i Ingrid Christensen (1891–1976) Wybrzeże Księcia Haralda.
W 1937 roku brat Widerøe Arild, kierownik techniczny w Widerøe Flyveselskap A/S, oraz kilku członków rodziny zginęło w katastrofie lotniczej w porcie w Oslo . Widerøe nie zaprzestał pracy w firmie . W 1940 roku we współpracy z norweskim Czerwonym Krzyżem zapewnił samolot pogotowia ratunkowego dla północnej Norwegii . Podczas wojny zimowej (1939–1940), pomimo niedoboru paliwa lotniczego, prowadził szkolenia dla Finów . Transportował do Wielkiej Brytanii na pokładzie swojego samolotu uciekinierów z Norwegii. W 1941 roku został aresztowany przez Gestapo i skazany na 10 lat więzienia . Po pobytach w więzieniach w Norwegii i Danii, w 1942 roku został osadzony w placówce w hamburskiej dzielnicy Fuhlsbüttel , a następnie karę odbywał kolejno w Rendsburgu, Bützow i Dieburgu. Doczekał się wyzwolenia przez Amerykanów w marcu 1945 roku i powrócił do Norwegii .
Po wojnie, w latach 1945-1946 był zastępcą dyrektora norweskiego urzędu lotnictwa cywilnego (norw. Norges Luftfartsstyre) . W latach 1946–1947 był związany ze szwedzkim przewoźnikiem Scandinavian Airlines System, a następnie przejął kierownictwo w Widerøe Flyveselskap A/S i prowadził firmę do 1970 roku . Flyveselskap A/S wykonało zdjęcia z powietrza zniszczonych w czasie wojny miast, okręgu Finnmark i Nord-Troms . W 1948 roku firma połączyła się z przedsiębiorstwem Polarfly . W 1951 roku Widerøe otworzył połączenie wodnosamolotami między Bodø a Narwikiem . Firma obsługiwała również samoloty pogotowia ratunkowego na północy kraju . W 1954 roku przejęła wszystkie trasy wodnosamolotów SAS w północnej Norwegii . Ostatni lot wodnosamolotem odbył się w 1971 roku .
Widerøe współpracował również z norweską armią . W latach 1950–1952 prowadził szkołę lotnictwa norweskich sił powietrznych w Eggemoen i pracował dla służb wywiadowczych . Karierę pilota zakończył w 1954 roku . Z małżeństwa z Solveig Agnes Schrøder (1914–1989) miał córkę – Turi Widerøe (ur. 1937), która została jedną z pierwszych na świecie kobiet pilotów w dużych komercyjnych liniach lotniczych .
Zmarł 8 stycznia 2002 roku w Oslo .

## Upamiętnienie
Na cześć Widerøe nazwano górę w obszarze górskim Sør-Rondane na Ziemi Królowej Maud w Antarktydzie Wschodniej – Mount Widerøe (norw. Widerøefjellet) .
W 2016 roku powstał film dokumentalny o braciach Viggo i Rolfie Widerøe „Alltid brødre” .